# 13e étape du Tour de France 2000
Pour un article plus général, voir Tour de France 2000.
La 13e étape du Tour de France 2000 a eu lieu le 14 juillet 2000 entre Avignon et Draguignan sur une distance de 185,5 km. Elle a été remportée par l'Espagnol José Vicente Garcia Acosta (Banesto) devant les Français Nicolas Jalabert (ONCE-Deutsche Bank) et Pascal Hervé (Polti).

## Classement de l'étape
| \| Classement de l'étape \| Classement de l'étape \| Classement de l'étape \| Classement de l'étape \| Classement de l'étape \| \| Coureur \| Coureur \| Pays \| Équipe \| Temps \| \| --------------------- \| -------------------------- \| --------------------- \| ----------------------- \| --------------------- \| \| 1er \| José Vicente García Acosta \| Espagne \| Banesto \| + 4 h 03 min 02 s \| \| 2e \| Nicolas Jalabert \| France \| ONCE-Deutsche Bank \| + 25 s \| \| 3e \| Pascal Hervé \| France \| Polti \| + 27 s \| \| 4e \| Guido Trentin \| Italie \| Vini Caldirola-Sidermec \| + 57 s \| \| 5e \| Stéphane Heulot \| France \| La Française des jeux \| + 57 s \| \| 6e \| Robbie McEwen \| Australie \| Farm Frites \| + 4 min 00 s \| \| 7e \| François Simon \| France \| Bonjour-Toupargel \| + 4 min 00 s \| \| 8e \| Anthony Morin \| France \| Crédit Agricole \| + 4 min 00 s \| \| 9e \| Christophe Agnolutto \| France \| AG2R Prévoyance \| + 4 min 00 s \| \| 10e \| Marc Wauters \| Belgique \| Rabobank \| + 4 min 00 s \| |                            |           |                         |                   |
| |                            |           |                         |                   |
| |                            |           |                         |                   |
| Classement de l'étape |                            |           |                         |                   |
| Coureur | Coureur                    | Pays      | Équipe                  | Temps             |
| 1er | José Vicente García Acosta | Espagne   | Banesto                 | + 4 h 03 min 02 s |
| 2e | Nicolas Jalabert           | France    | ONCE-Deutsche Bank      | + 25 s            |
| 3e | Pascal Hervé               | France    | Polti                   | + 27 s            |
| 4e | Guido Trentin              | Italie    | Vini Caldirola-Sidermec | + 57 s            |
| 5e | Stéphane Heulot            | France    | La Française des jeux   | + 57 s            |
| 6e | Robbie McEwen              | Australie | Farm Frites             | + 4 min 00 s      |
| 7e | François Simon             | France    | Bonjour-Toupargel       | + 4 min 00 s      |
| 8e | Anthony Morin              | France    | Crédit Agricole         | + 4 min 00 s      |
| 9e | Christophe Agnolutto       | France    | AG2R Prévoyance         | + 4 min 00 s      |
| 10e | Marc Wauters               | Belgique  | Rabobank                | + 4 min 00 s      |

## Classement général
| \| Classement général \| Classement général \| Classement général \| Classement général \| Classement général \| \| Coureur \| Coureur \| Pays \| Équipe \| Temps \| \| ------------------ \| ------------------ \| ------------------ \| ------------------ \| ------------------ \| \| 1er \| Lance Armstrong \| États-Unis \| US Postal Service \| DQ \| \| 2e \| Jan Ullrich \| Allemagne \| Deutsche Telekom \| + 4 min 55 s \| \| 3e \| Joseba Beloki \| Espagne \| Festina \| + 5 min 52 s \| \| 4e \| Marc Wauters \| Belgique \| Rabobank \| + 6 min 03 s \| \| 5e \| Christophe Moreau \| France \| Festina \| + 6 min 53 s \| \| 6e \| Manuel Beltrán \| Espagne \| Mapei-Quick Step \| + 7 min 25 s \| \| 7e \| Richard Virenque \| France \| Polti \| + 8 min 28 s \| \| 8e \| Roberto Heras \| Espagne \| Kelme-Costa Blanca \| + 8 min 33 s \| \| 9e \| Francisco Mancebo \| Espagne \| Banesto \| + 9 min 42 s \| \| 10e \| Javier Otxoa \| Espagne \| Kelme-Costa Blanca \| + 9 min 46 s \| |                   |            |                    |              |
| |                   |            |                    |              |
| |                   |            |                    |              |
| Classement général |                   |            |                    |              |
| Coureur | Coureur           | Pays       | Équipe             | Temps        |
| 1er | Lance Armstrong   | États-Unis | US Postal Service  | DQ           |
| 2e | Jan Ullrich       | Allemagne  | Deutsche Telekom   | + 4 min 55 s |
| 3e | Joseba Beloki     | Espagne    | Festina            | + 5 min 52 s |
| 4e | Marc Wauters      | Belgique   | Rabobank           | + 6 min 03 s |
| 5e | Christophe Moreau | France     | Festina            | + 6 min 53 s |
| 6e | Manuel Beltrán    | Espagne    | Mapei-Quick Step   | + 7 min 25 s |
| 7e | Richard Virenque  | France     | Polti              | + 8 min 28 s |
| 8e | Roberto Heras     | Espagne    | Kelme-Costa Blanca | + 8 min 33 s |
| 9e | Francisco Mancebo | Espagne    | Banesto            | + 9 min 42 s |
| 10e | Javier Otxoa      | Espagne    | Kelme-Costa Blanca | + 9 min 46 s |

## Classements annexes
| Classement par points | Classement par points | Classement par points | Classement par points   | Classement par points |
| Coureur               | Coureur               | Pays                  | Équipe                  | Points                |
| --------------------- | --------------------- | --------------------- | ----------------------- | --------------------- |
| 1er                   | Erik Zabel            | Allemagne             | Deutsche Telekom        | 208 pts               |
| 2e                    | Romāns Vainšteins     | Lettonie              | Vini Caldirola-Sidermec | 110 pts               |
| 3e                    | Erik Dekker           | Pays-Bas              | Rabobank                | 105 pts               |
| 4e                    | Emmanuel Magnien      | France                | La Française des jeux   | 92 pts                |
| 5e                    | Robbie McEwen         | Australie             | Farm Frites             | 90 pts                |

| Classement par points | Classement par points | Classement par points | Classement par points   | Classement par points |
| Coureur               | Coureur               | Pays                  | Équipe                  | Points                |
| --------------------- | --------------------- | --------------------- | ----------------------- | --------------------- |
| 1er                   | Erik Zabel            | Allemagne             | Deutsche Telekom        | 208 pts               |
| 2e                    | Romāns Vainšteins     | Lettonie              | Vini Caldirola-Sidermec | 110 pts               |
| 3e                    | Erik Dekker           | Pays-Bas              | Rabobank                | 105 pts               |
| 4e                    | Emmanuel Magnien      | France                | La Française des jeux   | 92 pts                |
| 5e                    | Robbie McEwen         | Australie             | Farm Frites             | 90 pts                |

| Classement de la montagne | Classement de la montagne | Classement de la montagne | Classement de la montagne       | Classement de la montagne |
| Coureur                   | Coureur                   | Pays                      | Équipe                          | Points                    |
| ------------------------- | ------------------------- | ------------------------- | ------------------------------- | ------------------------- |
| 1er                       | Javier Otxoa              | Espagne                   | Kelme-Costa Blanca              | 153 pts                   |
| 2e                        | Santiago Botero           | Colombie                  | Kelme-Costa Blanca              | 151 pts                   |
| 3e                        | Nico Mattan               | Belgique                  | Cofidis-Le Crédit par Téléphone | 138 pts                   |
| 4e                        | Richard Virenque          | France                    | Polti                           | 89 pts                    |
| 5e                        | Francisco Mancebo         | Espagne                   | Banesto                         | 70 pts                    |

| Classement de la montagne | Classement de la montagne | Classement de la montagne | Classement de la montagne       | Classement de la montagne |
| Coureur                   | Coureur                   | Pays                      | Équipe                          | Points                    |
| ------------------------- | ------------------------- | ------------------------- | ------------------------------- | ------------------------- |
| 1er                       | Javier Otxoa              | Espagne                   | Kelme-Costa Blanca              | 153 pts                   |
| 2e                        | Santiago Botero           | Colombie                  | Kelme-Costa Blanca              | 151 pts                   |
| 3e                        | Nico Mattan               | Belgique                  | Cofidis-Le Crédit par Téléphone | 138 pts                   |
| 4e                        | Richard Virenque          | France                    | Polti                           | 89 pts                    |
| 5e                        | Francisco Mancebo         | Espagne                   | Banesto                         | 70 pts                    |

| Classement du meilleur jeune | Classement du meilleur jeune | Classement du meilleur jeune | Classement du meilleur jeune    | Classement du meilleur jeune |
| Coureur                      | Coureur                      | Pays                         | Équipe                          | Temps                        |
| ---------------------------- | ---------------------------- | ---------------------------- | ------------------------------- | ---------------------------- |
| 1er                          | Francisco Mancebo            | Espagne                      | Banesto                         | 53 h 13 min 11 s             |
| 2e                           | Guido Trentin                | Italie                       | Vini Caldirola-Sidermec         | + 7 min 36 s                 |
| 3e                           | David Cañada                 | Espagne                      | ONCE-Deutsche Bank              | + 11 min 44 s                |
| 4e                           | Grischa Niermann             | Allemagne                    | Rabobank                        | + 13 min 20 s                |
| 5e                           | David Millar                 | Royaume-Uni                  | Cofidis-Le Crédit par Téléphone | + 19 min 55 s                |

| Classement du meilleur jeune | Classement du meilleur jeune | Classement du meilleur jeune | Classement du meilleur jeune    | Classement du meilleur jeune |
| Coureur                      | Coureur                      | Pays                         | Équipe                          | Temps                        |
| ---------------------------- | ---------------------------- | ---------------------------- | ------------------------------- | ---------------------------- |
| 1er                          | Francisco Mancebo            | Espagne                      | Banesto                         | 53 h 13 min 11 s             |
| 2e                           | Guido Trentin                | Italie                       | Vini Caldirola-Sidermec         | + 7 min 36 s                 |
| 3e                           | David Cañada                 | Espagne                      | ONCE-Deutsche Bank              | + 11 min 44 s                |
| 4e                           | Grischa Niermann             | Allemagne                    | Rabobank                        | + 13 min 20 s                |
| 5e                           | David Millar                 | Royaume-Uni                  | Cofidis-Le Crédit par Téléphone | + 19 min 55 s                |

| Classement par équipes | Classement par équipes | Classement par équipes | Classement par équipes |
| Équipe                 | Équipe                 | Pays                   | Temps                  |
| ---------------------- | ---------------------- | ---------------------- | ---------------------- |
| 1re                    | Banesto                | Espagne                | 159 h 17 min 29 s      |
| 2e                     | Rabobank               | Pays-Bas               | + 5 min 34 s           |
| 3e                     | Kelme-Costa Blanca     | Espagne                | + 12 min 58 s          |
| 4e                     | Festina                | France                 | + 13 min 05 s          |
| 5e                     | ONCE-Deutsche Bank     | Espagne                | + 14 min 24 s          |

| Classement par équipes | Classement par équipes | Classement par équipes | Classement par équipes |
| Équipe                 | Équipe                 | Pays                   | Temps                  |
| ---------------------- | ---------------------- | ---------------------- | ---------------------- |
| 1re                    | Banesto                | Espagne                | 159 h 17 min 29 s      |
| 2e                     | Rabobank               | Pays-Bas               | + 5 min 34 s           |
| 3e                     | Kelme-Costa Blanca     | Espagne                | + 12 min 58 s          |
| 4e                     | Festina                | France                 | + 13 min 05 s          |
| 5e                     | ONCE-Deutsche Bank     | Espagne                | + 14 min 24 s          |